# Список вулиць Львова (Р)
Список усіх вулиць Львова, що починаються на літеру Р.
У списку вулиці подані за алфавітом. Назви вулиць на честь людей відсортовані за прізвищем і подаються у форматі Прізвище Ім'я і/або Посада. Якщо вулиця названа за цілісним псевдонімом або прізвиськом, то сортування відбувається за першої літерою псевдоніма або імені, тобто Лесі Українки — на літеру Л, Марка Вовчка, Марка Черемшини — на М, Олени Пчілки — на О, Панаса Мирного — на П, Янки Купали — на Я тощо.
Курсивом позначені зниклі вулиці.
Колір фону у списку залежить від типу урбаноніма.
| Назва                          | Тип    | Колишні назви | Район          | Місцевість           | Рік затв. | Джерела          |
| ------------------------------ | ------ | --- | -------------- | -------------------- | --------- | ---------------- |
| Равська                        | вулиця | Промислова бічна | Шевченківський | Підзамче             | 1993      | ПСВЛ, ВП, Л      |
| Радехівська                    | вулиця | Торова бочна, Заставна                                                                                                  | Личаківський   | Знесіння             | 1993      | ПСВЛ, ВП, Л      |
| Радість                        | вулиця | Радосьць, Радосьць бочна, Радісна бічна, Радісна                                                                        | Сихівський     | Снопків              | 1993      | ПСВЛ, ВП, Л      |
| Райдужна                       | вулиця | | Сихівський     | Козельники           | 1958      | ПСВЛ, ВП, Л      |
| Райніса Яніса                  | вулиця | Замарстиновска бочна, Кшивда-Боґуцкєґо, Кшивда-Богуцького, Богуцького                                                   | Шевченківський | Циганівка            | 1950      | ПСВЛ, ІВЛ, ВП, Л |
| Раковського Івана              | вулиця | Червоноградська | Галицький      | Снопків              | 1993      | ПСВЛ, ІВЛ, ВП, Л |
| Ранкова                        | вулиця | Снядовскєґо, Снядовського                                                                                               | Залізничний    | Скнилівок            | 1950      | ПСВЛ, ВП, Л      |
| Раппопорта Якова               | вулиця | Окопіска, Дроґа до жидовскєґо цментажа, Шпітальна пшечніца, Боґдановска бочна, Вольносьць бочна, Вільна бічна, Джамбула | Шевченківський | Клепарів             | 1990      | ПСВЛ, ІВЛ, ВП, Л |
| Ратича Олексія                 | вулиця | Щепановскєґо (част.), Щепановського (част.), Механічна (част.)                                                          | Личаківський   | Личаків              | 1993      | ПСВЛ, ІВЛ, ВП, Л |
| Рахівська                      | вулиця | Персенкувка (част.), Персенківка (част.)                                                                                | Сихівський     | Козельники           | 1963      | ПСВЛ, ВП, Л      |
| Ребета Лева                    | вулиця | Новознесенська бічна | Личаківський   | Знесіння             | 1993      | ПСВЛ, ІВЛ, ВП, Л |
| Ревуцького Левка               | вулиця | Жеґлярска, Матроська | Франківський   | Кульпарків           | 1993      | ПСВЛ, ІВЛ, ВП, Л |
| Резедова                       | вулиця | | Шевченківський | Кам'янка             | 1958      | ПСВЛ, ВП, Л      |
| Реміснича                      | вулиця | Сьвентеґо Міхала (Замарстинів); Ренкодзєльніча, Гандверкерґассе, Ренкодзельніча                                         | Шевченківський | Циганівка            | 1946      | ПСВЛ, ВП, Л      |
| Ржегоржа Францішека            | вулиця | Вербова бічна | Шевченківський | Замарстинів          | 1993      | ПСВЛ, ІВЛ, ВП, Л |
| Рибна                          | вулиця | Марії Снєжней, Рибя, Фішмаркт                                                                                           | Шевченківський | Центр                | 1944      | ПСВЛ, ВП, Л      |
| Рильського Максима             | вулиця | Кохановскєґо бочна, Рибацка, Фішерґассе, Рибацька                                                                       | Личаківський   | Погулянка            | 1964      | ПСВЛ, ІВЛ, ВП, Л |
| Римлянина Петра                | вулиця | Цясна, Цельна (Маутґассе), Цлова, Ноймана, Нойманштрассе, Цолльґассе, Гастелло                                          | Личаківський   | Центр                | 1992      | ПСВЛ, ІВЛ, ВП, Л |
| Ринок                          | площа  | Ринек, Рінг, Гауптпляц, Рінґпляц                                                                                        | Галицький      | Центр                | 1944      | ПСВЛ, ВП, Л      |
| Рівна                          | вулиця | Рувна | Франківський   | Богданівка           | 1944      | ПСВЛ, ВП, Л      |
| Рівненська                     | вулиця | Луцька бічна, Ровенська                                                                                                 | Залізничний    | Сигнівка             | 1992      | ПСВЛ, ВП, Л      |
| Рівнинна                       | вулиця | | Сихівський     | Козельники           | 1958      | ПСВЛ, ВП, Л      |
| Різні                          | площа  | Над Пелтвом (На Пелтвє), Жезьні, Шляхтгофпляц                                                                           | Шевченківський | Центр                | 1944      | ПСВЛ, ВП, Л      |
| Різьбярська                    | вулиця | Ґліняньска вижша, Жезбярска, Більдгауерґассе                                                                            | Личаківський   | Личаків              | 1944      | ПСВЛ, ВП, Л      |
| Рільнича                       | вулиця | Рольніча, Роляґассе, Рольніча                                                                                           | Шевченківський | Голоско              |           | ПСВЛ, ВП, Л      |
| Ріпина Іллі                    | вулиця | Здрова, Пщельна, Реваковіча, Романґассе, Реваковича, Рєпіна                                                             | Личаківського  | Личаків              | 2024      | ПСВЛ, ІВЛ, ВП, Л |
| Річицька                       | вулиця | Леонтовича (Рясне), Колесникова                                                                                         | Шевченківський | Рясне                | 1993      | ПСВЛ, ВП, Л      |
| Робітнича                      | вулиця | Попшечна бочна, Роботніча, Арбайтерґассе, Попшечна, Поперечна                                                           | Франківський   | Богданівка           | 1944      | ПСВЛ, ВП, Л      |
| Робсона Поля                   | вулиця | | Залізничний    | Левандівка           | до 1993   | ІМ               |
| Родини Крушельницьких          | вулиця | | Личаківський   | Погулянка            |           | ІВЛ, ВП, Л       |
| Рожева                         | вулиця | | Сихівський     | Козельники           | 1958      | ПСВЛ, ВП, Л      |
| Розбіжна                       | вулиця | | Сихівський     | Козельники           | 1958      | ПСВЛ, ВП, Л      |
| Розвилиста                     | вулиця | Зелена бічна | Сихівський     | Сихів                | 1962      | ПСВЛ, ВП, Л      |
| Розкіш                         | вулиця | Розкош, Розкіш | Личаківський   | Кривчиці             |           | ПСВЛ, ВП, Л      |
| Розлога                        | вулиця | | Шевченківський | Кам'янка             | 1958      | ПСВЛ, ВП, Л      |
| Розсадна                       | вулиця | | Шевченківський | Кам'янка             | 1958      | ПСВЛ, ВП, Л      |
| Розточчя                       | вулиця | Комсомольська (Збоїща (част.)); Педагогічна                                                                             | Шевченківський | Збоїща               | 1993      | ПСВЛ, ВП, Л      |
| Роксоляни                      | вулиця | Новозаводська, Горєлова                                                                                                 | Залізничний    | Левандівка           | 1992      | ПСВЛ, ІВЛ, ВП, Л |
| Романицького Бориса            | вулиця | Вулєцка бочна, Мальчєвскєґо, Фелікс Данґассе, Мальчевського, Волкова                                                    | Франківський   | Новий Світ           | 1991      | ПСВЛ, ІВЛ, ВП, Л |
| Романківа Любомира             | вулиця | Наленч-Скалковскєґо, Гендельґассе, Скалковського, Червона                                                               | Франківський   | Вулька               | 2024      | ПСВЛ, ВП, Л, ІМ  |
| Романчука Юрія                 | вулиця | Замойскєґо, Бандінелліґассе, Замойського, Поліграфічна                                                                  | Личаківський   | Погулянка            | 1993      | ПСВЛ, ІВЛ, ВП, Л |
| Ромашкова                      | вулиця | | Сихівський     | Козельники           | 1958      | ПСВЛ, ВП, Л      |
| Ромоданівська                  | вулиця | Крулєвскєй ґосподи, Артіллерістенґассе, Королівської господи                                                            | Личаківський   | Професорська колонія | 1946      | ПСВЛ, ВП, Л      |
| Росиста                        | вулиця | | Сихівський     | Козельники           | 1958      | ПСВЛ, ВП, Л      |
| Рослинна                       | вулиця | | Шевченківський | Голоско              | 1958      | ПСВЛ, ВП, Л      |
| Россі Карла                    | вулиця | Вятракова, Сєрадзкєґо, Райтшульґассе, Серадзького, Вітрякова                                                            | Личаківський   | Личаків              | 1950      | ПСВЛ, ІВЛ, ВП, Л |
| Рубінова                       | вулиця | Шевченка (Збоїща) | Шевченківський | Збоїща               | 1958      | ПСВЛ, ВП, Л      |
| Рубчака Івана                  | вулиця | Оборонна, Суркова | Франківський   | Боднарівка           | 1992      | ПСВЛ, ІВЛ, ВП, Л |
| Рудакі Абуабдулли              | вулиця | Пасічна бічна, Пасічна бічна II                                                                                         | Личаківський   | Лисиничі             | 1962      | ПСВЛ, ІВЛ, ВП, Л |
| Руданського Степана            | вулиця | Таньскєй, Гоервеґґассе, Танської, Готельна                                                                              | Галицький      | Центр                | 1946      | ПСВЛ, ІВЛ, ВП, Л |
| Рудненська                     | вулиця | Бялоґорска дроґа; Косцюшкі (Левандівка); Бялоґорска, Білогорська                                                        | Залізничний    | Левандівка           | 1992      | ПСВЛ, ВП, Л      |
| Рудницького Степана, академіка | вулиця | Ґроховска, Зюдрінґ, Ленауґассе, Гроховська, Партизанська                                                                | Франківський   | Новий Світ           | 1993      | ПСВЛ, ІВЛ, ВП, Л |
| Русових                        | вулиця | Вісьньовєцкіх, Зейдліцґассе, Вишневецьких, Щорса                                                                        | Франківський   | Новий Світ           | 1992      | ПСВЛ, ІВЛ, ВП, Л |
| Руставелі Шота                 | вулиця | Яблоновскєґо, Яблоновскіх, Карпатенштрассе, Яблоновський                                                                | Галицький      | Штіллерівка          | 1944      | ПСВЛ, ІВЛ, ВП, Л |
| Руська                         | вулиця | Солянікув, Ройсеннштрассе                                                                                               | Галицький      | Центр                | 1944      | ПСВЛ, ВП, Л      |
| Рутковича Івана                | вулиця | Стрийска бочна налєво ІІ, Цеґельняна, Домбровскєго, Парк-Зайтенгассе, Домбровського, Крупської                          | Галицький      | Снопків              | 1991      | ПСВЛ, ІВЛ, ВП, Л |
| Ручай                          | вулиця | Штарка (Клепарів) | Шевченківський | Клепарів             | 1936      | ПСВЛ, ВП, Л      |
| Рядова                         | вулиця | | Сихівський     | Козельники           | 1958      | ПСВЛ, ВП, Л      |
| Ряснянська                     | вулиця | Шевченка (Рясне); Франка (Рясне)                                                                                        | Шевченківський | Рясне                | 1988      | ПСВЛ, ВП, Л      |
| Ряшівська                      | вулиця | Магістральна, Прапорна, Жешувська                                                                                       | Залізничний    | Сигнівка             | 1991      | ПСВЛ, ВП, Л      |